# اگواکاتان
اگواکاتان (به اسپانیایی: Aguacatán) یک منطقهٔ مسکونی در گواتمالا است که در Huehuetenango Department واقع شده‌است.

## خصوصیات
اگواکاتان ۳۰۰ کیلومترمربع مساحت و ۴۱٬۶۷۱ نفر جمعیت دارد و ۱٬۶۷۰ متر بالاتر از سطح دریا واقع شده‌است.